# تک‌پر رخ‌سیاه
تک‌پر رخ‌سیاه (نام علمی: Myadestes melanops) یک پرنده در تیرهٔ توکایان است که در کوهسارهای کاستاریکا و غرب پاناما بومی است.
تک‌پر رخ‌سیاه همچنان در مناطق حفاظت‌شده و دسترس‌ناپذیر رایج است، اما به دام انداختن این آوازخوان ارزشمند برای تجارت پرندگان قفسی بر تعداد آن در جاهای دیگر تأثیر بدی گذاشته است.